# Cão de ursos da Carélia
Cão de ursos da Carélia[Nota] (em finlandês:  Karjalankarhukoira) é uma raça canina típica entre os fortes da Carélia na Finlândia, criada para capturar presas grandes, como ursos por exemplo. De pelagem incomum para os cães de seu grupo, alcançou popularidade internacional, tendo seu número reduzido na década de 1960. Atingindo 23 kg de peso não é considerado cão de companhia, pois seu instinto de caçador é ainda muito apurado e cruzamentos artificiais não foram realizados para diminuir esta característica.